# Agua Blanca, La Huacana
Agua Blanca är en ort i Mexiko.   Den ligger i kommunen La Huacana och delstaten Michoacán de Ocampo, i den södra delen av landet, 280 km väster om huvudstaden Mexico City. Agua Blanca ligger 627 meter över havet och antalet invånare är 408.
Terrängen runt Agua Blanca är huvudsakligen kuperad, men åt nordost är den bergig. Runt Agua Blanca är det glesbefolkat, med 16 invånare per kvadratkilometer. Närmaste större samhälle är La Huacana, 4,7 km väster om Agua Blanca. I omgivningarna runt Agua Blanca växer huvudsakligen savannskog.